# Drosophila asticta
Drosophila asticta är en tvåvingeart som beskrevs av Léonidas Tsacas 2004. Drosophila asticta ingår i släktet Drosophila och familjen daggflugor.
Artens utbredningsområde är Kongo.